# MV Britannia

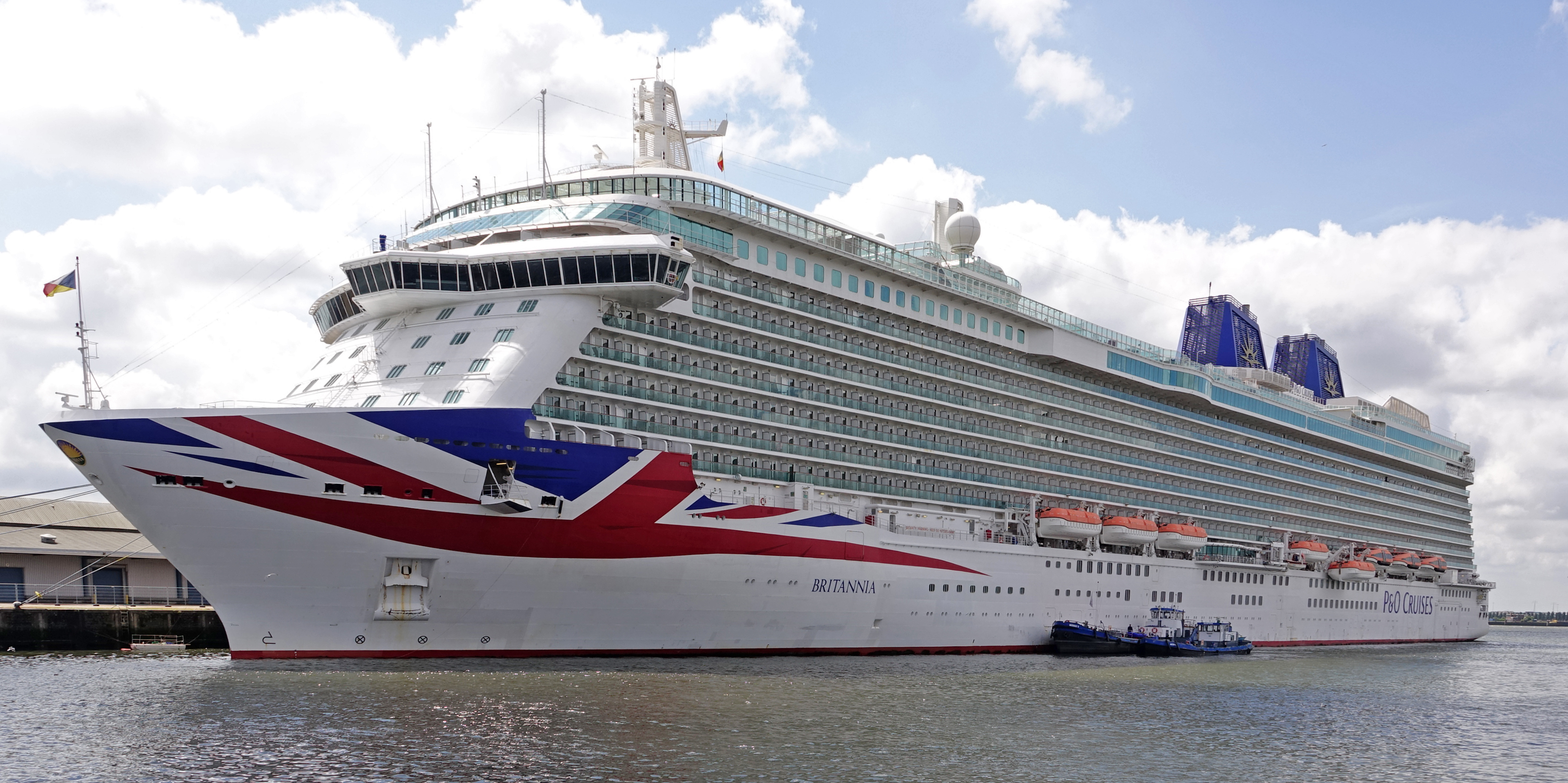
De Britannia in Rotterdam in 2019

De MV Britannia is een cruiseschip van P&O Cruises die gebouwd werd door Fincantieri op zijn scheepswerf in Monfalcone (Italië). De Britannia is de grootste van zes schepen met 143000 GT die in dienst zijn bij P&O Cruises. Zij is ook het vlaggenschip van de vloot en ontvangt de eer van de Oriana. De Britannia heeft een 94 meter lange vlag van het Verenigd Koninkrijk op haar boog, de grootste in zijn soort ter wereld.
De Britannia werd in 2011 besteld. Ze werd gebouwd op de werf van Fincantieri in Monfalcone in Italië. De ceremoniële doop vond plaats in de middag van 14 februari 2014, waarbij de traditionele champagnefles tegen de romp van het schip werd geslagen. Op 27 februari 2015 vertrok de Britannia van de scheepswerf van Fincantieri naar Southampton via Gibraltar. Op 10 maart 2015 werd Britannia officieel gedoopt door koningin Elizabeth II op de Ocean Terminal. Officieel trad het schip in dienst op 14 maart 2015. De eerste kapitein was Paul Brown.
De naam Britannia werd aangekondigd op 24 september 2013 en is van historisch belang voor P&O, aangezien er twee eerdere schepen dezelfde naam hadden en verbonden waren aan het bedrijf P&O Cruises. De eerste Britannia kwam in dienst in 1835 voor de General Steam Navigation Company, die later de Peninsular Steam Navigation Company werd. De tweede Britannia, die in 1887 in dienst kwam, was een van de vier schepen die de company had besteld ter gelegenheid van het gouden jubileum van zowel koningin Victoria als P&O zelf.